# Магінданао
Магінданао (маг. Dalapa sa Magindanaw) — колишня провінція Філіппін, розташована в автономному регіоні у Мусульманському Мінданао на острові Мінданао. З 2014 року адміністративним центром є муніципалітет Булуан, хоча багато адміністративних установ розташовані в муніципалітеті Султан-Кударат. У 2022 році розділена на дві провінції: Північне Магінданао і Південне Магінданао.

## Географія
Площа провінції становить 4 871,60 км2. Провінція розташована в східній частині острова Мінданао. Магінданао межує на півночі з провінцією Південне Ланао, на сході — з провінцією Котабато, на півдні — з провінцією Султан-Кударат, на заході — із затокою Ілана. Через провінцію протікає річка Пулангі, яка утворює долину. Решта території гориста.

### Адміністративний поділ
Адміністративно поділяється на 36 муніципалітетів та одне незалежне місто.

## Демографія
Згідно з переписом 2015 року населення провінції становило 1 173 933 осіб. Більшість населення сповідує іслам.